# Atlas Catalán

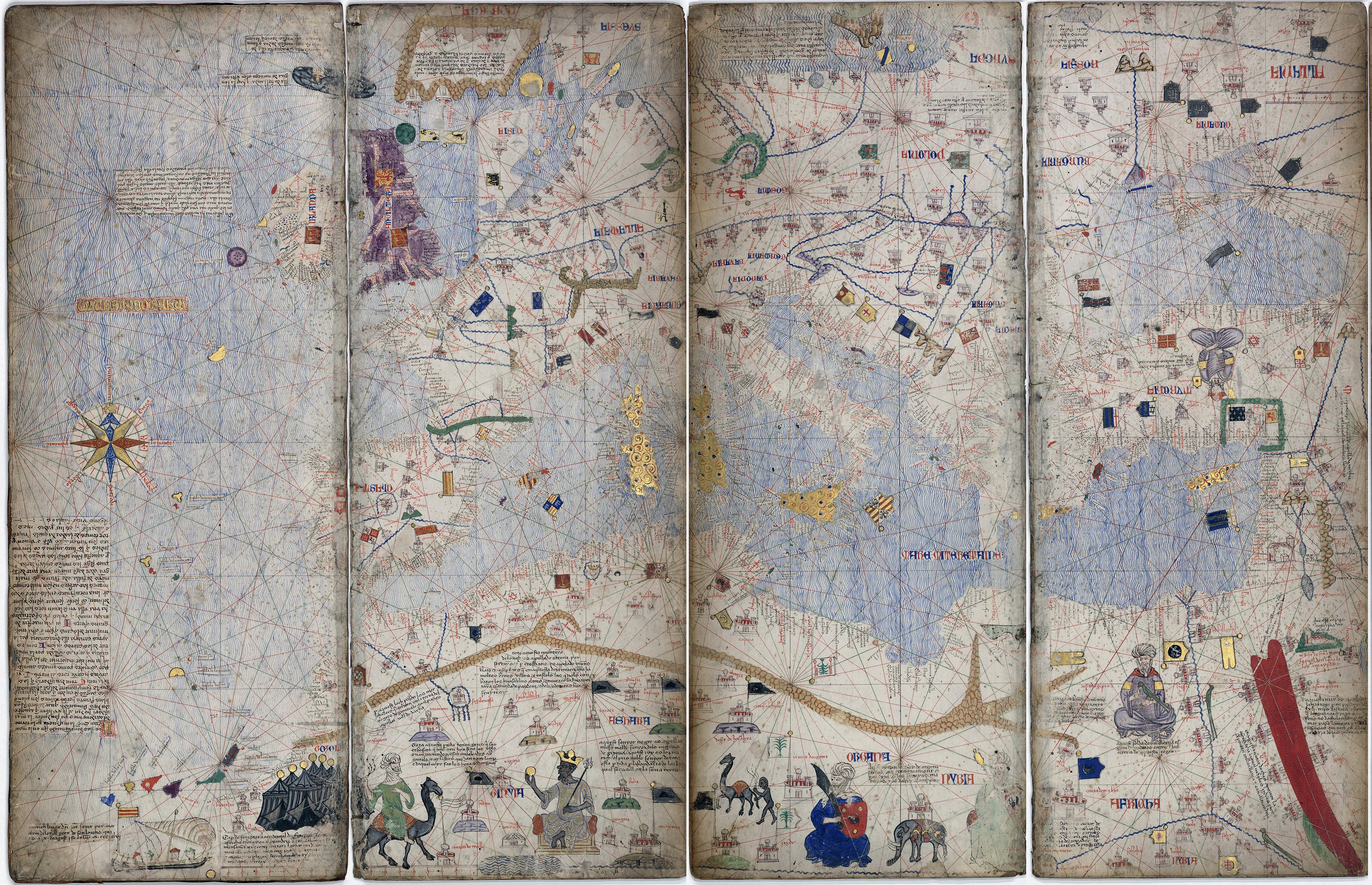
Detalle del Atlas catalán de Cresques.

El Atlas catalán o Mapamundi de los Cresques es un libro del siglo XIV escrito en lengua catalana, que contiene varios mapas manuscritos que cubren todo el mundo conocido por los europeos de aquel entonces. Se conserva en la Biblioteca Nacional de Francia en París (BNF, Esp. 30) y constituye una de las obras cartográficas más importantes de la Edad Media. No está firmado ni fechado, aunque se sabe que la fecha aproximada de producción es el año 1375 por el registro que figura en el calendario que incluye. Se atribuye su autoría al judío mallorquín Cresques Abraham. Es también el primer atlas conocido que incorpora una rosa de los vientos.

## Autoría
No se puede asegurar fehacientemente que los Cresques sean los autores del Atlas de Cresques, si bien está documentado que en esa misma época elaboraron diversos mapas del mismo tipo y que los reyes de la Corona de Aragón los ofrecieron como presentes. Concretamente, y con referencia al propio Atlas, está documentado que en noviembre de 1381, el infante Juan, duque de Gerona y primogénito de Pedro el Ceremonioso, quiso hacer un regalo al nuevo rey de Francia, el joven Carlos VI, y decidió enviarle un mapamundi de su propiedad que estaba depositado en los archivos de Barcelona. Con esta finalidad hizo buscar al autor del documento, Cresques el Judío («Cresques lo juhueu qui lo dit mapamundi a fet»), y a su hijo Jehuda Cresques, para que le facilitase todas las informaciones útiles que serían trasmitidas al rey de Francia, por lo que se le pagó 150 florines de oro de Aragón y 60 libras mallorquinas.
Se ha identificado a Abraham Cresques con Elisha ben Abraham Cresques, iluminador del manuscrito conocido como Biblia Farhi y que vivió en Mallorca entre 1325 y 1387.

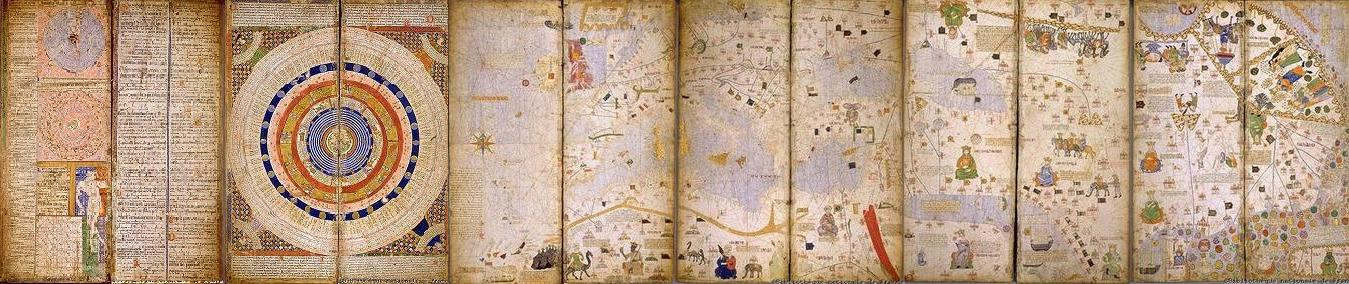
Atlas Catalán elaborado en 1375.

Copia del Atlas catalán editado en Barcelona en 1959

En el palacio Topkapi de Estambul se conserva un pequeño fragmento de un mapamundi circular monumental que muestra grandes coincidencias con las hojas del Atlas de Cresques correspondientes al Extremo Oriente. Esto ha llevado a proponer que el Atlas Mallorquín pudo ser copiado de dicho mapamundi, hoy casi totalmente desaparecido.
En el año 1959 se editó en Barcelona una copia del Atlas catalán.

## ElAtlas

Primera parte del Atlas Catalán.

El atlas se trata esencialmente de un mapamundi del mundo conocido a finales del siglo XIV, siempre desde una óptica centrada en el Mediterráneo. Las características aproximadas del atlas son: seis hojas dobladas por la mitad, cada una pegada sobre tablas de madera. Cada hoja tiene unas dimensiones de 65 × 50 cm, lo que le da una envergadura total de 65 × 300 cm.

### Primera parte (Cosmografía)
La obra se inicia con un resumen de los treinta días de un mes lunar y dos diagramas circulares. El primero incorpora una rosa de los vientos para calcular la marea alta durante la luna llena. El otro, se cree que disponía de un indicador móvil, que permitía el cálculo de las fiestas movibles del año: carnaval, pascua y pentecostés.
Se encuentra a continuación una anatomía médica astrológica, con una tabla para encontrar la Luna en el zodiaco. En esta segunda tabla existe un texto extenso sobre la Tierra, su origen, dimensiones y la interpretación de algunos fenómenos naturales.
A la Tierra, esférica, se le atribuye una circunferencia máxima de 180 000 estadios. Si el autor utilizó el «estadio común» (de 185,12 m) la circunferencia de la Tierra mediría 33 321 km; y si el autor utilizó el «estadio grande», de 222,34 m, la circunferencia mediría 40 021 km (cuando la real en el ecuador es de 40 075 km).

### Segunda parte (Calendario)

Imagen de la segunda parte.

En esta hoja se pueden encontrar dos grandes calendarios, uno solar y otro lunar, rodeados por las cuatro estaciones del año.
Al lado de los calendarios se encuentran datos astronómicos basados en el modelo geocéntrico de Claudio Ptolomeo, el más extendido en la época. La humanidad sobre la Tierra se encuentra rodeada por los tres elementos básicos, el aire, el agua y el fuego. En las sucesivas anillas azules se pueden encontrar la Luna, Mercurio, Venus, el Sol, Marte, Júpiter y Saturno, y el firmamento con dieciocho estrellas. El siguiente círculo contiene alegorías clásicas de estos astros: el sol es el rey, Venus es una dama, etcétera, terminando con un Marte guerrero.
A continuación se pueden encontrar los nombres y los símbolos de las doce divisiones del Zodiaco. Seguidamente las fases de la luna, con la luna nueva en el norte, la luna llena en el sur, luna menguante en el este y luna creciente en el oeste. Esta composición es un recordatorio de la importancia de la primera luna nueva de la primavera y de su relación con el primer mes sagrado de los judíos.
La precisión y el cuidado empleado para marcar las estaciones se puede ver en este ejemplo; la primavera, en el ángulo NE, está colocada entre Aries y Cáncer, los correspondientes signos lunares de Alnath y Albatra, e incluye tres divisiones XXX, que corresponden a Aries, Tauro y Géminis, en un cuadrante de noventa grados.

### Tercera y cuarta partes (Finisterre y el Mediterráneo)
Estas hojas comprenden todo el mundo conocido en el siglo XIV, desde los 10º a los 60° de latitud norte.
En la «Mar Océana» se encuentran todas las islas conocidas y puntos de referencia, por un deseo explícito del príncipe Juan.[cita requerida] De esta manera, en la isla de Tenerife se puede apreciar un punto blanco, que representa el Teide.
La representación de la línea de costa del Mediterráneo está muy cuidada, hecho que puede ser un reflejo del intenso tráfico marítimo de la Corona de Aragón en aquel período.
Una de las características de la escuela cartográfica mallorquina es la presencia de muchas banderas y leyendas con datos físicos, económicos y demográficos de gran interés. A veces quedaban también anotadas tradiciones literarias, como en el caso de las paradisíacas Islas Afortunadas (Canarias) y las fábulas sobre su oro.

Tercera parte.

La rosa de los vientos de este mapa es la primera vista en una representación cartográfica.[cita requerida] Contiene las treinta y dos direcciones y el nombre de los ocho vientos principales, hecho que denota el dominio por parte de los Cresques de los instrumentos náuticos. Este modelo de treinta y dos direcciones y ocho vientos ha sido el prototipo conservado hasta nuestros días: el norte es el norte magnético, con 10º de desviación hacia el este.

Cuarta parte.

El primer rumbo N-S cruza la isla de El Hierro, lo cual algunos investigadores han puesto en relación con la tradición del primer meridiano de Claudio Ptolomeo.[cita requerida]
Finalmente, en la rosa de los vientos, el norte y el este están indicados con símbolos. Hay una representación de la estrella polar en el norte y en una singularidad (en lugar de la clásica cruz latina del este de otros mapas) se ve una estilización de una cruz que recuerda el candelabro sagrado de los judíos, la menorah. Buscando este símbolo en otros mapas del mismo periodo, se ha podido identificar otros trabajos anónimos de los Cresques.
Los nombres geográficos están escritos perpendicularmente en relación con la costa, Los nombres del hemisferio sur están escritos en una dirección y los del norte en otra. Las ciudades cristianas están diferenciadas de las musulmanas por una cruz. La única excepción es Granada, que contiene la cruz pero presenta una bandera con inscripciones arábigas, en una posible alusión al vasallaje de la dinastía nazarí a la Corona de Castilla.
El color de los accidentes orográficos es el ocre, y en caso de vegetación pasa a ser verde. Así los fiordos noruegos y las montañas de los Atlas son ocres, mientras que los Pirineos son verdes.
Las cuencas hidrográficas y ríos están representados en color verde. El río Nilo, de acuerdo con la tradición, nace en un lago del oeste, hecho basado sin duda en la confusión con el río Níger.

### Quinta parte (Mapa de Delli)

Mapa de Delli.

Siguiendo hacia el oeste, el tercer mapa se inicia con el curso bajo del río Volga y sus características bocas al mar Caspio. El Cáucaso, el río Éufrates y la península arábiga completan, de norte a sur, la geografía de identificación inmediata de este mapa.
El río Amu Daria fluye hacia el mar de Aral desde su nacimiento en la cordillera de Pamir. Hacia el sur, Delhi llama la atención, con el sultán que gobernó la India de 1206 al 1320. La mayoría de los nombres de esta región provienen del viaje de Marco Polo.
La cordillera del norte, donde se aprecia la caravana de la Ruta de la Seda de camino a Catay, corresponde a las montañas asiáticas del Tian Shan. Todas las líneas de la costa están hechas con un trazo continuo y con menos detalle, hecho que denota un conocimiento más continental que no marítimo del sector.
Entre las ciudades más destacadas por explicaciones e importancia está La Meca. Otras ciudades significativas son Bagdad, Samarcanda y Astracán, que son las respectivas rutas sur, central y norte hacia Pekín. En el límite de este mapa, al SO de la India, se encuentra representada Colombo, en la isla de Ceilán. Dado que en el año 1173 Benjamín de Tudela viajó hacia estas tierras para conocer las comunidades judías, es posible que los Cresques tuvieran acceso a datos de este viaje, así como a los escritos del misionero Jordanus del año 1340.
Las islas identificables del golfo Pérsico y del golfo de Adén son las islas de Ormuz y Socotora.

### Sexta parte (Mapa de Catay)

Sexta parte.

La falta de información geográfica queda compensada por una rica ornamentación, llenando así la sensación de vacío y alimentando a la vez la curiosidad de los humanos de la Edad Media acerca de las fabulosas y enormes tierras de Catay.
La orografía y la hidrografía no son las típicas representaciones de otros mapas, sino que contribuyen a estructurar los espacios. Las ciudades son la información cartográfica más relevante, siendo la más importante Chanbalech, la ciudad del Gran Kan (la actual Pekín). También se encuentran los puertos más importantes de la costa.
El río Indo marca el límite de Catay, tal y como recogía la tradición, y nace en un valle de montañas de gran magnitud en una posible alusión al Himalaya.
En el océano Índico se encuentran dos grandes islas, Iana, en una posible alusión a Java, y Trapobana, que seguramente alude a Ceilán.
Se nombra la riqueza del resto de las islas, así como su número, 7548. Marco Polo había anotado 7459. En la entrada del 14 de noviembre de 1492 del Diario atribuido a Cristóbal Colón se lee: «Estas islas son aquellas sin numerar que en el mapamundi están ubicadas en los confines del este» y tras descubrir la isla de Cuba se lee: «La encontré tan grande, que pensé que podría ser la tierra seca de la provincia de Catay».